# Gare de Chantenay
Ne doit pas être confondu avec Gare de Chantenay-Saint-Imbert.
La gare de Chantenay est une gare ferroviaire française de la ligne de Tours à Saint-Nazaire, située dans le quartier Bellevue - Chantenay - Sainte-Anne de la commune de Nantes, dans le département de la Loire-Atlantique, en région Pays de la Loire.
La station est mise en service en 1857 par la Compagnie du chemin de fer de Paris à Orléans (PO). C'est aujourd'hui une gare de la Société nationale des chemins de fer français (SNCF), desservie par des trains TER Pays de la Loire.

## Situation ferroviaire
Établie à 8 mètres d'altitude, la gare de Chantenay est située au point kilométrique (PK) 435,123 de la ligne de Tours à Saint-Nazaire, entre les gares de Nantes et de La Basse-Indre - Saint-Herblain. 
Le pont de Cheviré surplombe la voie avant cette gare.

## Histoire
La station de Chantenay est mise en service le 10 août 1857 par la compagnie du chemin de fer de Paris à Orléans (PO) avec la section de Nantes à Saint-Nazaire. Il s'agit d'une station de troisième classe ayant nécessité 237 176 francs pour l'ensemble de ses installations qui comprenaient notamment, un bâtiment voyageurs, appelé débarcadère, les aménagements de la gare marchandises (bâtiment et quais) et un château d'eau. Elle est alors établie sur le territoire de la commune de Chantenay-sur-Loire qui sera annexée par Nantes le 3 avril 1908. Joseph Mitterrand fut chef de gare à Chantenay au début du XXe siècle.
En janvier 2007 a lieu la mise en service du nouvel aménagement du faisceau de voies de services situé à la sortie de la gare voyageurs en direction de Saint-Nazaire. Il comprend six voies électrifiées et diverses installations, dont deux nouveaux bâtiments, pour l'installation (transfert de la gare de Nantes) d'un « garage-nettoyage » pour des TGV accouplés. Ces travaux ont également concerné une réhabilitation des infrastructures fret de la gare.

## Service des voyageurs

### Accueil
Gare SNCF, elle dispose d'un bâtiment voyageurs ouvert partiellement. Une passerelle permet le passage en sécurité d'un quai à l'autre et l'accès au côté sud de la gare.

### Desserte
Chantenay est desservie par des trains TER Pays de la Loire omnibus circulant entre Nantes et Savenay. Certains d'entre eux sont prolongés ou amorcés à Saint-Nazaire, Le Croisic, Redon ou Quimper, principalement les samedis et dimanches.

### Intermodalité
Un parc à vélos et un parking pour les véhicules sont aménagés. Des correspondances sont possibles avec les lignes de chronobus et bus C1, C20, 10 (anciennement le 70), 81 et E1 du réseau de la Société d'économie mixte des transports en commun de l'agglomération nantaise (Semitan)

## Service des marchandises
Cette gare est ouverte au service du fret.